# Strawberry (Arizona)
Strawberry es un lugar designado por el censo ubicado en el condado de Gila en el estado estadounidense de Arizona. En el Censo de 2010 tenía una población de 961 habitantes y una densidad poblacional de 39,2 personas por km².

## Geografía
Strawberry se encuentra ubicado en las coordenadas 34°24′11″N 111°29′52″O / 34.40306, -111.49778. Según la Oficina del Censo de los Estados Unidos, Strawberry tiene una superficie total de 24.52 km², de la cual 24.51 km² corresponden a tierra firme y (0.04%) 0.01 km² es agua.

## Demografía
Según el censo de 2010, había 961 personas residiendo en Strawberry. La densidad de población era de 39,2 hab./km². De los 961 habitantes, Strawberry estaba compuesto por el 97.09% blancos, el 0% eran afroamericanos, el 0.94% eran amerindios, el 0.52% eran asiáticos, el 0% eran isleños del Pacífico, el 0.1% eran de otras razas y el 1.35% pertenecían a dos o más razas. Del total de la población el 3.43% eran hispanos o latinos de cualquier raza.